# Biblioteca Central Irmão José Otão
A Biblioteca Central Irmão José Otão é uma biblioteca universitária vinculada à Diretoria Acadêmico-Administrativa da Pró-Reitoria de Graduação e Educação Continuada (PROGRAD) da Pontifícia Universidade Católica do Rio Grande do Sul (PUCRS).
Localizada no prédio 16 do Campus Central da Universidade, no bairro Partenon, em Porto Alegre, Rio Grande do Sul, a Biblioteca atende à comunidade universitária nos setores de ensino, pesquisa e extensão. O acervo é composto por materiais de múltiplas áreas do conhecimento, disponíveis para pesquisa através da ferramenta de busca OMNIS.
Os serviços e os recursos oferecidos encontram-se detalhados no website da Biblioteca. Possui representante na Comissão de Documentação da Associação Brasileira de Normas Técnicas (ABNT).

## Histórico
A Biblioteca Central Irmão José Otão, assim denominada em homenagem ao Irmão José Otão, reitor da Universidade de 1954 a 1978, originou-se do acervo localizado junto ao Colégio Nossa Senhora do Rosário em 1940, onde funcionaram as faculdades de Ciências Econômicas, Filosofia, Serviço Social e Direito.
Em 1967, com a transferência da PUCRS para o Campus Universitário, foi instalada no segundo andar da Reitoria.
Em 1978, mudou-se para um prédio de 10.000 m², especialmente construído para seu funcionamento, localizado no centro do Campus Universitário, sob a direção do Irmão Dionísio Fuertez Álvares. A cerimônia de inauguração ocorreu em 29 de novembro de 1978 e contou com a presença do então ministro da Educação, Euro Brandão.
Em 2008, foi finalizada a ampliação do prédio para 21.000 m², através da integração de uma torre de 14 pavimentos à estrutura antiga. O projeto de ampliação, idealizada pelo reitor Norberto Francisco Rauch, foi concluído na gestão do reitor Joaquim Clotet, comemorando o aniversário de 60 anos da PUCRS e os 30 anos da Biblioteca Central.

## Estrutura

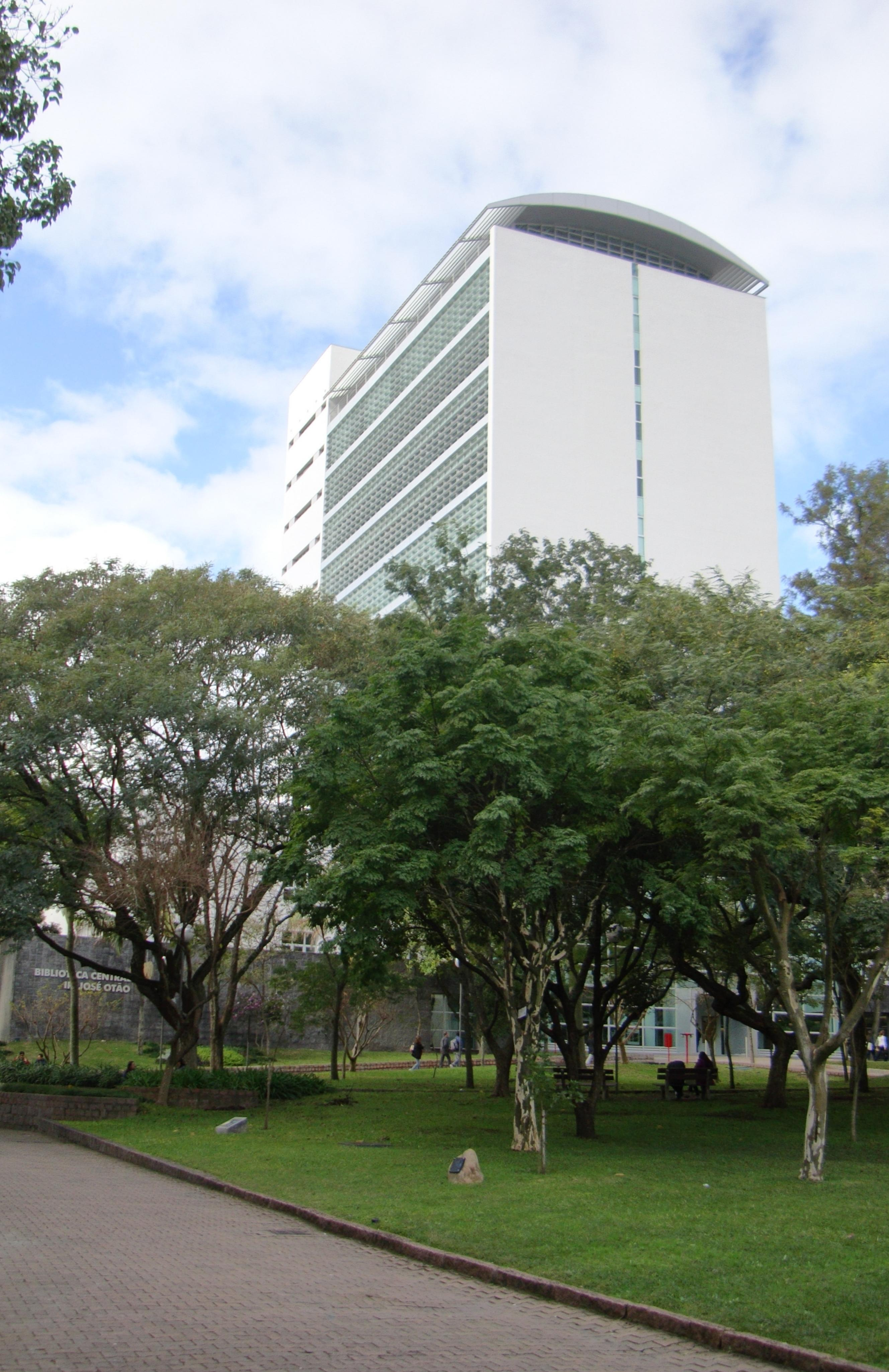
Biblioteca Central Irmão José Otão.

A Biblioteca privilegia espaços para a pesquisa acadêmica e a produção do conhecimento, possuindo ambientes climatizados e integrados, projetados para uso de recursos multimídia.
Reinterpretações das linhas de Piet Mondrian, pintor holandês representante do Neoplasticismo, que propõe reduzir a arte a funções matemáticas, marcam o design dos ambientes internos e estão presentes em painéis, em portas, nos totens das estantes e nas lixeiras, dando a ideia de "janelas para o mundo da informação".
Disponibiliza salas e andares exclusivos para estudos individuais e em grupo, consulta aos acervos especiais e obras raras e um grande espaço cultural localizado no térreo. As áreas destinadas à leitura são amplamente iluminadas com luz natural.
Os tipos de documentos que compõem o acervo dinâmico encontram-se unificados e organizados em quatro grandes áreas do conhecimento, distribuídos em dois pavimentos.

## Padrões
No tratamento técnico de seu acervo, a Biblioteca Central Irmão José Otão adota:
- a Classificação Decimal de Dewey (CDD);
- o Resource Description and Access (RDA) na catalogação;
- o padrão de metadados United States Machine-Readable Cataloging (MARC21) para dados bibliográficos e de autoridade.

## Tecnologia

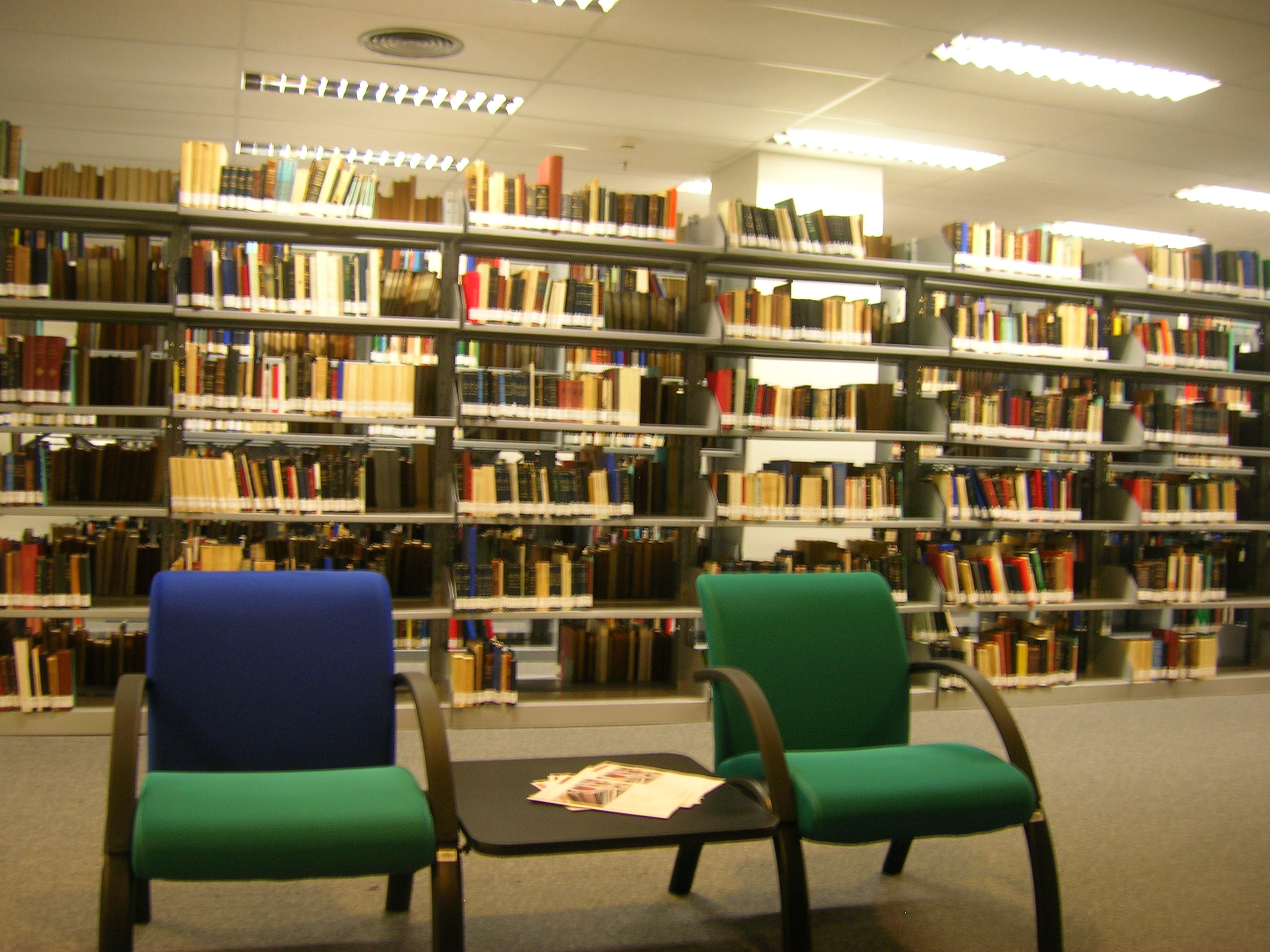
Um dos espaços de leitura.

O controle de acesso à Biblioteca é realizado através de catracas, e a segurança envolve sistema de detecção e Circuito Fechado de Televisão (CFTV).
A tecnologia de radiofrequência (RFID) é adotada para a identificação e o rastreamento dos seus diversos tipos de documentos.
O serviço de circulação do acervo é agilizado através da disponibilização de sistemas de autoatendimento. Os equipamentos de empréstimo automático possibilitam ao próprio usuário realizar seu empréstimo, emitem o recibo da operação efetuada e liberam a obra para passar pelo sistema de detecção. As máquinas de autodevolução, localizadas externamente à entrada principal, além de permitirem ao próprio usuário efetuar a transação, distribuem o acervo devolvido de acordo a incidência de reserva e as áreas da Biblioteca.
Dentre os recursos tecnológicos oferecidos destaca-se o OMNIS. A ferramenta agrega as fontes eletrônicas de informação da Biblioteca Central, utilizando os softwares da empresa ProQuest Ex Libris (Primo, Aleph e SFX), sendo a primeira biblioteca universitária brasileira a utilizar esse tipo de ferramenta.
O OMNIS permite pesquisa única e simultânea em fontes de informação heterogêneas, incluindo coleções eletrônicas com seus recursos digitais, bem como bibliotecas tradicionais com suas fontes impressas. A ferramenta possui um mecanismo inteligente que indica de forma automática em quais bases de dados está disponível o texto completo do documento recuperado e determina os níveis de acesso permitidos a cada usuário, identificando quais os recursos estão à sua disposição.
Todas as fontes de pesquisa on-line disponibilizadas pela Biblioteca podem ser acessadas pela comunidade acadêmica, inclusive a partir de computadores localizados fora da rede da Universidade, utilizando o serviço de Acesso Remoto.

## Coleções
O acervo é composto por livros, periódicos, teses, dissertações e materiais multimídia.
Acervo Geral
Encontra-se fisicamente agrupado e organizado em quatro grandes áreas: Ciências Humanas, Sociais Aplicadas, Ciência e Tecnologia (Biomédicas e Exatas) e Linguagem e Artes.

### Acervos Especiais

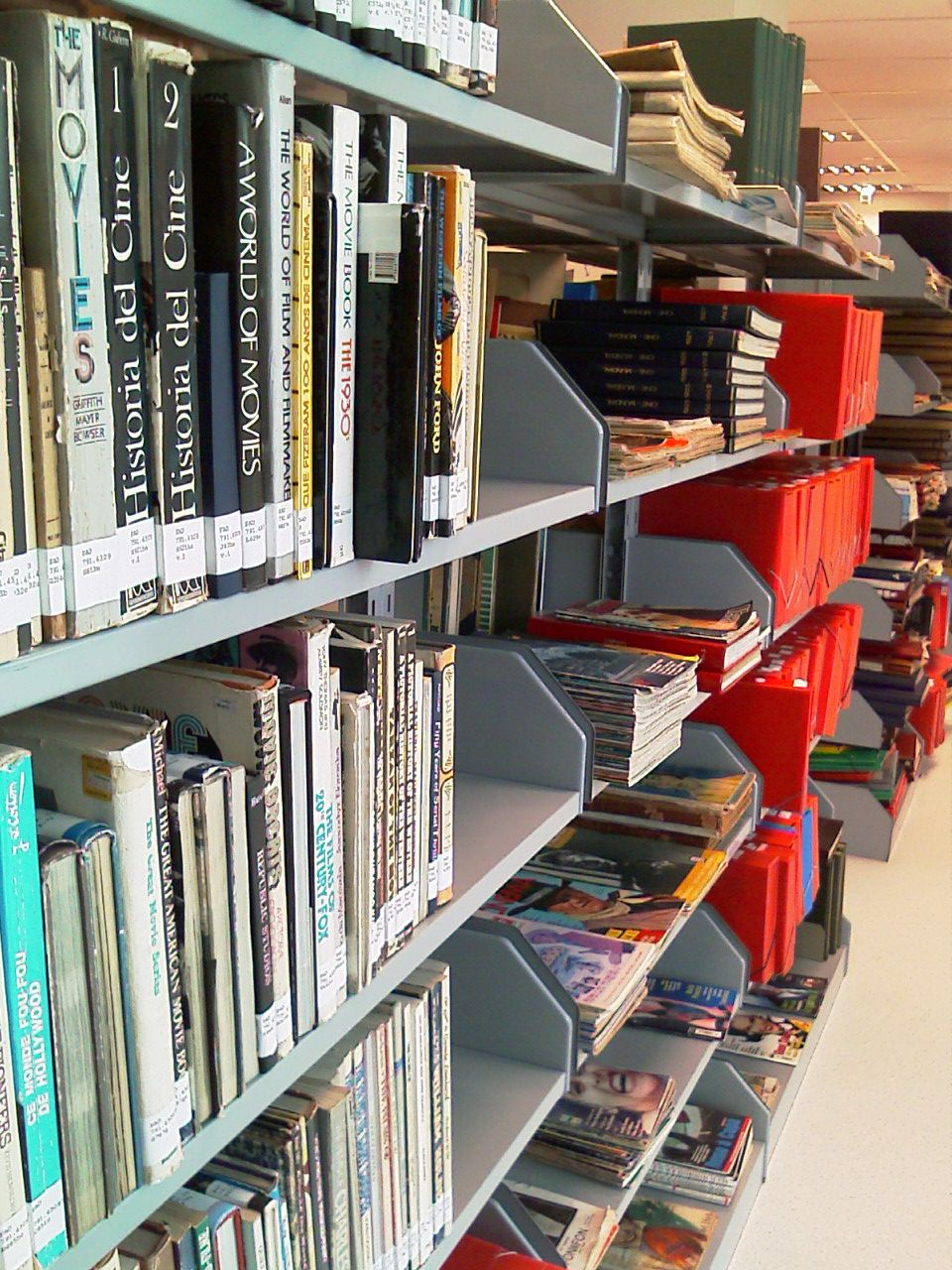
Fotografia da Coleção Cinematográfica de H. Padjem.

Coleções sob a guarda da Biblioteca Central que constituem o patrimônio cultural da Universidade. Recebem tratamento técnico especializado. Estão localizados no 6º pavimento da Biblioteca e abrangem as seguintes coleções especiais:
A Coleção de Obras Raras engloba materiais a partir do século XVI e abrange acervos das mais variadas áreas do conhecimento científico. Entre muitas preciosidades, pode-se citar a existência de um importante conjunto de documentos sobre a flora brasileira: Flora brasiliensis (1840-1906), Flora do Rio Grande do Sul (1944), Sertum palmarum brasiliensum (1903), Hortus fluminensis (1894) e ainda edições princeps da literatura nacional e internacional.
A Coleção Iconográfica reúne publicações de arquitetura medieval, colonial, moderna e contemporânea, bem como, um acervo sobre pintores nacionais e internacionais.
Obras as quais a Universidade seja assunto e/ou autor da obra, encontram-se reunidas na Coleção Especial Universidade (CEU).
Os Acervos Cinematográficos são formados por duas coleções: a Coleção Henrique Padjem, dedicada principalmente, ao western americano; a outra, que pertenceu ao crítico de cinema Paulo Fontoura Gastal, mais abrangente, aborda a história do cinema brasileiro e internacional, biografias e críticas cinematográficas. Em destaque o periódico A Scena Muda, fotografias de astros autografadas e cartazes de filmes.
O Acervo Júlio Petersen, tem como base obras sobre o Estado do Rio Grande do Sul, sendo destacadas as áreas de história, geografia e literatura. Faz parte dessa coleção três volumes da obra "Ensiqlopédia ou Seis Meses de uma Enfermidade" de Joaquim de Campos Leão, teatrólogo gaúcho, conhecido como Qorpo Santo, uma das figuras mais controvertidas da dramaturgia nacional, cuja originalidade da obra foi reconhecida pela crítica especializada. O acervo pertenceu a Júlio Heinzelmann Petersen e foi adquirida após sua morte, em 2002.